# Mohamed Daud Mohamed
Mohamed Daud Mohamed (nascido em 1 de março de 1996) é um corredor de longa distância somali. Ele competiu nos Jogos Olímpicos de Verão de 2016 na corrida de 5000 metros masculino, onde encerrou com um tempo de 14.57:84 nas eliminatórias e não se qualificou para disputar a final. Ele também foi o porta-bandeira da Somália no Desfile das Nações.